# Польова сільська рада
Польова́ сільська рада (рос. Полевой сельский совет) — сільське поселення у складі Домбаровського району Оренбурзької області Росії.
Адміністративний центр — селище Польовий.

## Населення
Населення — 790 осіб (2019; 1016 в 2010, 1409 у 2002).

## Склад
До складу сільської ради входять:
| Населений пункт       | Населення, осіб (2002) | Населення, осіб (2010) |
| --------------------- | ---------------------- | ---------------------- |
| Єкатеринославка, село | 110                    | 41                     |
| Польовий, селище      | 1065                   | 814                    |
| Соколовка, село       | 234                    | 164                    |